# 카살보레
카살보레(이탈리아어: Casalbore)는 이탈리아 캄파니아주 아벨리노도의 코무네다.